# Калачевская волость
Калачевская волость (Калачеевская волость) — историческая административно-территориальная единица Богучарского уезда Воронежской губернии с центром в слободе Калач.
По состоянию на 1880 год состояла 35 поселений, 5 сельских общин. Население — 19 498 человек (9713 мужского пола и 9785 — женской), 3117 дворовых хозяйств.
|                       | Площадь, десятин | В том числе пахотной, дес. |
| --------------------- | ---------------- | -------------------------- |
| Сельских общин        | 49854            | 39131                      |
| Частной собственности | 713              | 226                        |
| Другой собственности  | 653              | 354                        |
| В общем               | 51220            | 39771                      |

Основные поселения волости на 1880 год:
- Калач — бывшая государственная слобода при реках Толучеевка и Подгорная за 70 верст от уездного города, 13 860 человек, 2350 дворов, 4 православные церкви, часовня, 2 школы, 3 почтовые станции, 31 лавка, 5 постоялых дворов, 15 кожевенных завода, 7 маслобоень, 4 салотопні, 115 ветряных мельниц, 6 ярмарок в год.
- Верхний Бык — бывшая государственная слобода при реке Подгорная, 1038 лиц, 132 дворов, православная церковь, лавка.
- Ильинка (Гордиенкова) — бывшая государственная слобода при реке Подгорная, 1403 лица, 207 дворов, православная церковь, 17 ветряных мельниц.
- Нижний Бык — бывшая государственная слобода при реке Подгорная, 741 лицо, 99 дворов, православная церковь, 17 ветряных мельниц.
- Серяков — бывшая государственная слобода при реке Подгорная, 1118 человек, 159 дворов, православная церковь.

По данным 1900 году в волости насчитывалось 47 поселений с преимущественно украинским населением, 5 сельских обществ.
В 1915 году волостным урядником был Дмитрий Васильевич Клименко, старшиной был Василий Иванович Саурин, волостным писарем — Иван Львович Милоградов.